# Šilingrovo náměstí
Šilingrovo náměstí (lidově Šilingrák) je jedno z brněnských náměstí. Nachází se nedaleko centra na spojnici ulic Husova a Pekařská, západním směrem od Zelného trhu. Jeho současný název je odvozen od příjmení brněnského spisovatele Tomáše Šilingera.
V minulosti se na náměstí nacházela Brněnská brána, která tvořila součást brněnského opevnění.
Ve středověku bylo náměstí známo jako Svinský trh, protože se zde obchodovalo s prasaty. Právě kvůli jejich zápachu byli prodejci vykázáni mimo městské opevnění. Kromě prodejců prasat zde provozovaly živnost i nevěstky, které rovněž nemohly nabízet své služby uvnitř hradeb. K proměně náměstí došlo v 18.–19. století, kdy byly městské hradby zbourány a byl zde postaven první nájemní dům a pivovar. Vzpomínkou na tento pivovar je již pouze pamětní deska Františka O. Poupěte, který zavedl do pivovarnictví nové postupy.
V Městském dvoře na jižní straně Šilingrova náměstí při východní straně Husovy ulice dnes sídlí Hotel Barceló Brno Palace.
Při vyústění ulic Dominikánské a Starobrněnské se na Šilingrově náměstí nachází venkovní výstavní prostor Galerie Šilingrák.